# آنتونیو ریبیرا دوس ریس
آنتونیو ریبیرا دوس ریس (پرتغالی: António Ribeiro dos Reis) یک بازیکن فوتبال و روزنامه‌نگار اهل پرتغال بود.

## زندگی‌نامه
دوس رئیس در شهر لیسبون به دنیا آمد. وی در بین سال‌های ۱۹۱۴ تا ۱۹۲۵ برای باشگاه فوتبال بنفیکا بازی می‌کرد. وی همچنین برای دو دوره در بین سال‌های ۱۹۲۱ تا ۱۹۲۳ و ۱۹۲۵ تا ۱۹۲۶ در تیم ملی فوتبال پرتغال بازی می‌کرد.